# Судний день (Зона сутінків)
Су́дний день (англ. Shatterday) — перший сегмент 1-го епізоду 1-го сезону телевізійного серіалу «Зона сутінків».

## Сюжет
Нью-йоркський пройдисвіт Пітер Джей Новінс, чекаючи на свою дівчину в барі, випадково дзвонить до себе додому та чує власний голос на іншому кінці дроту. Спочатку він вирішує, що набрав не той номер телефону, потім — що його розігрують, однак згодом він починає усвідомлювати, що віднині перетворився на дві окремі особистості — негативну та позитивну, які почали відкриту боротьбу одна з одною. Оскільки «позитивний» Новінс весь час знаходиться у помешканні, «негативному» доводиться знімати номер в готелі. Одного разу Новінс вдається до хитрощів — щоб примусити своє «альтер-его» покинути власне помешкання, він позбавляє його доступу до засобів для існування, перевівши всі гроші на інший рахунок та в інший банк, натомість ліквідувавши старий рахунок. Однак Новінсові таки не вдається досягти поставленої мети. Через деякий час обидва Новінси починають шукати шляхи досягнення компромісу між ними. Тоді ж «поганий» Новінс дізнається, що через «позитивного» себе фактично втратив хвору матір і дівчину — останній налагодив раніше втрачені тісні стосунки між ними.
Наприкінці епізоду «негативний» Новінс починає хворіти. Він зустрічається зі своїм «альтер-его» та просить його піклуватися про жінку, яку раніше покинув разом з дитиною, після чого зникає. Таким чином «позитивний» Новінс стає єдиним Пітером Джеєм Новінсом.

## Характеристика образу
Особистість Пітера Джея Новінса майже повністю розкриває голос за кадром на початку епізоду: «Одні досягають того, що їм необхідно, інші досягають того, чого хочуть. Деякі ж, як Пітер Джей Новінс, просто досягають, і, якщо робити це наполегливо й довго, то може щось вийти із зони сутінків». Таким чином, перед глядачем постає портрет людини, яка звикла завжди отримувати те, чого бажає, час від часу переступаючи навіть через власні та суспільні моральні принципи.
Характеристика та психологічний портрет образу Пітера Джея Новінса вже не тільки як людини, що звикла брати від життя все, але й як жертви власних життєвих поглядів доповнюється голосом за кадром вже наприкінці епізоду: «Пітер Джей Новінс — одночасно і переможець, і жертва у нетривалій сутичці за душу людини, людина, що втратила та знайшла себе на безлюдному полі битви десь у зоні сутінків».

## Релізи
Прем'єрний показ епізоду відбувся у Великій Британії 27 вересня 1985.

## Ролі виконують
- Брюс Вілліс — Пітер Джей Новінс
- Ден Ґілвзен — бармен
- Мурух — працівниця банку
- Джон Карлайл — клерк
- Сет Айслер — «альтер-его» Новінса
- Ентоні Ґрумбак — посильний